# Koo Jun-hoe
Koo Jun-hoe,  (en coreano: 구준회; Seúl, 31 de marzo de 1997), también conocido por su nombre artístico Ju-ne, es un cantante surcoreano y miembro del grupo iKON, de la firma YG Entertainment. Ha aparecido en los programas de supervivencia WIN: Who Is Next y Mix & Match, en 2013 y 2014 respectivamente.

## Biografía

### Primeros años
Koo Jun-hoe nació el 31 de marzo de 1997 en Seúl, Corea del Sur. En marzo de 2009 hizo su primera aparición televisiva en SBS' Star King como el "Michael Jackson de 13 años".  En 2011, Jun-hoe apareció en la primera temporada de SBS' K-pop Star. Tras la eliminación del programa, en abril de 2012,  fue reclutado por YG Entertainment y unió a dicha compañía como trainee.

### 2013-presente: WIN: Who Is Next, Mix & MATCH y debut con iKON
En 2013 Jun-hoe se unió a WIN: Who Is Next, un programa de supervivencia de Mnet, como miembro del Team B. El programa terminó con el Team A como ganador, debutando como Winner, y el Team B regresando a entrenar bajo el sello de YG. Poco después, en 2014, YG Entertainment anunció que los miembros del Team B estarían compitiendo otra vez en un segundo programa de supervivencia, Mix & Match. El programa resultó en el debut de todos los miembros del Team B junto a Jung Chan-woo, bajo el nombre de iKON.
El 15 de septiembre del 2015 iKON debutó con el sencillo de prelanzamiento "My Type", seguido poco después con los  principales sencillos "Rhythm Ta" y "Airplane", con Jun-hoe participando en la producción para "Rhythm Ta". El 4 de octubre del 2015 iKON hizo su primera aparición en el programa musical SBS' Inkigayo, simultáneamente recibiendo su tercer premio por el sencillo "My Type".

## Discografía
| Título                                         | Año  | Posición de cumbre | Ventas        |
| Título                                         | Año  | KOR                | Ventas        |
| ---------------------------------------------- | ---- | ------------------ | ------------- |
| " It's Love " (사랑인걸)(con Bobby & Donghyuk) | 2016 | 20                 | - KOR: 54,668 |

### Créditos de escritura
| Año  | Artista | Canción               | Álbum               | Letras | Música |
| ---- | ------- | --------------------- | ------------------- | ------ | ------ |
| 2013 | Team B  | "Clímax"              | WIN Batalla Final   | Sí     | No     |
| 2015 | iKON    | "Rhythm Ta" (리듬 타) | Welcome Back        | No     | Sí     |
| 2015 | iKON    | "Love me"             | Dumb & Dumber (JPN) | Sí     | ✔️Sí   |

## Filmografía

### Películas
| Año  | Título                       | Personaje | Notas                |
| ---- | ---------------------------- | --------- | -------------------- |
| 2022 | Even If I Die, One More Time | -         | junto a Jo Byung-gyu |

### Series de televisión
| Año  | Título               | Personaje   | Canal | Notas               | Ref.          |
| ---- | -------------------- | ----------- | ----- | ------------------- | ------------- |
| 2023 | Bo-ra! Deborah       | Yang Jin-ho | ENA   | Debut en televisión | [ 11 ] [ 12 ] |
| 2023 | Twinkling Watermelon |             | tvN   |                     | [ 13 ]        |

### Programas de variedades
| Año  | Canal | Título                          | Notas            | Ref    |
| ---- | ----- | ------------------------------- | ---------------- | ------ |
| 2009 | SBS   | Star King                       | Participante     | [ 2 ]  |
| 2011 | SBS   | K-pop Star                      | Concursante      | [ 4 ]  |
| 2013 | Mnet  | WIN: Who Is Next                | Concursante      | [ 6 ]  |
| 2014 | Mnet  | Mix & Match                     | Concursante      |        |
| 2018 | MBC   | Es Peligroso Allende las Mantas | Reparto (Ep 2-3) | [ 14 ] |